# Eyes Open
Albums de Snow Patrol
Final Straw
(2003) A Hundred Million Suns
(2008)
Singles
1. You're All I Have
Sortie : 24 avril 2006
2. Chasing Cars
Sortie : 6 juin 2006
3. Hands Open
Sortie : 16 octobre 2006
4. Set the Fire to the Third Bar
Sortie : 13 novembre 2006
5. Open Your Eyes
Sortie : 12 février 2007
6. Shut Your Eyes
Sortie : 22 mai 2007

Eyes Open est le titre du quatrième album studio du groupe anglais Snow Patrol, mis en vente le 1er mai 2006 dans le monde entier, sauf aux États-Unis, où il est sorti le 9 mai 2006. Il a été généralement bien accueilli par la critique et a été un grand succès commercial dans plusieurs pays. C'est l'album musical qui s'est le plus vendu au Royaume-Uni en 2006. Le single Chasing Cars est celui qui a connu le plus de succès.

## Enregistrement et composition
Après le succès de l'album Final Straw, qui leur a apporté la notoriété, les membres du groupe veulent faire encore mieux et Tom Simpson et Jonny Quinn prennent même des leçons de piano et de batterie afin de progresser encore dans l'utilisation de leurs instruments respectifs. Paul Wilson remplace Mark McClelland à la basse après le départ de ce dernier. Le groupe entreprend l'écriture de nouvelles chansons dans une petite maison de Dingle, sur la côte ouest de l'Irlande après avoir appris que Kate Bush y avait séjourné pour écrire. L'album est enregistré d'octobre à décembre 2005, principalement au studio Grouse Lodge, dans le comté de Westmeath en Irlande. Ce studio est décrit par Simpson comme vieux et loin de tout, où « le pub le plus proche est à environ six miles », ce qui aide le groupe à se concentrer en évitant toute distraction.
Le groupe y enregistre pendant six semaines, et le producteur Jacknife Lee leur fait ensuite terminer l'enregistrement dans deux studios londoniens pour éviter que le groupe ne s'installe trop confortablement dans son nouvel environnement campagnard. Les chansons sont composées « comme elles viennent » et non comme un ensemble et le groupe évite de passer trop de temps sur un morceau, préférant passer à un autre avant d'y revenir plus tard. Le groupe prend le temps d'analyser chaque morceau et procède à de nombreuses modifications dans les arrangements.

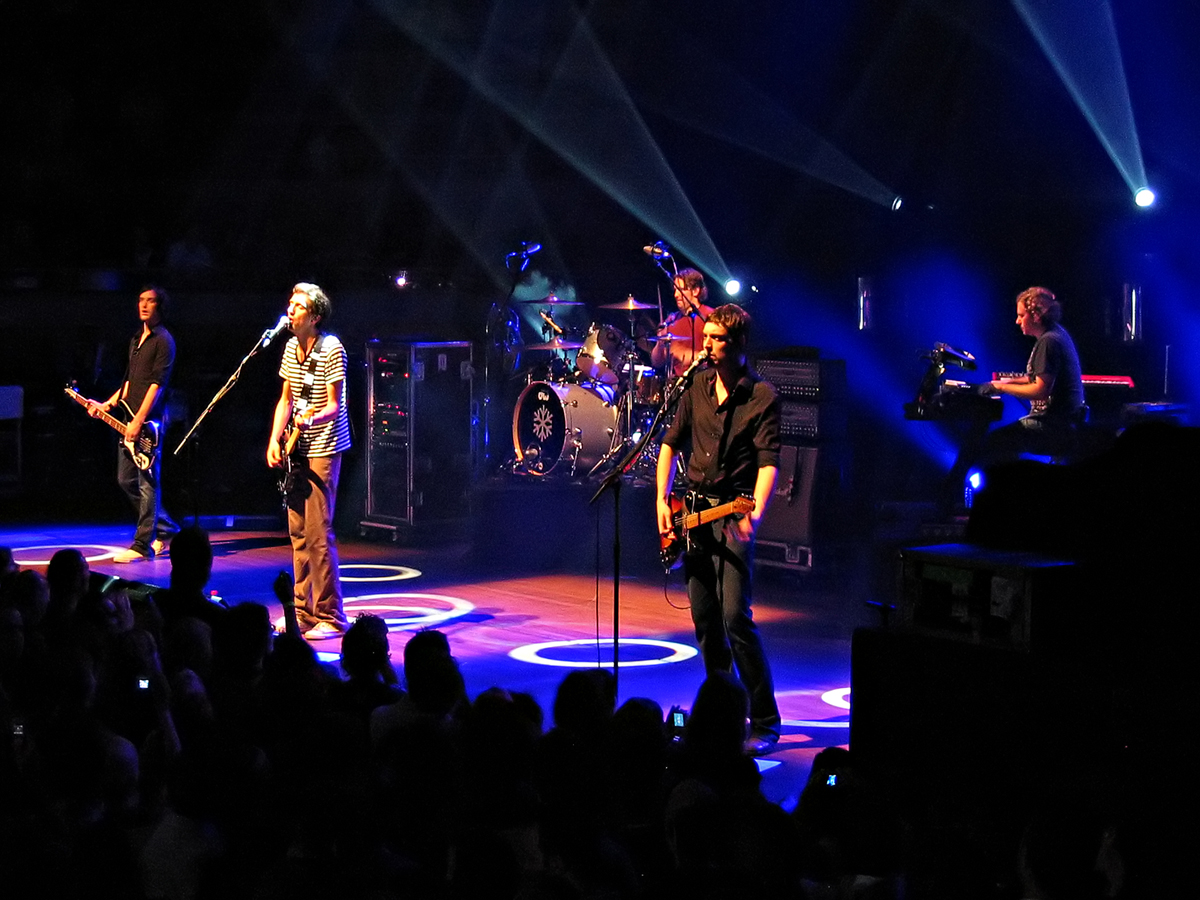
Snow Patrol en concert à Utrecht le 11 octobre 2006.

Le groupe rencontre Ken Stringfellow, des Posies, lors d'un festival et lui propose de participer à l'album. Stringfellow accepte et vient une journée en studio pour contribuer aux claviers. Eugene Kelly, des Vaselines, vient participer aux chœurs sur plusieurs chansons. Gary Lightbody compose Set the Fire to the Third Bar vers la fin des sessions d'enregistrement spécialement pour proposer ce duo à Martha Wainwright. Il écrit les paroles, qui évoquent une relation à distance, en à peine vingt minutes. La « troisième barre » du titre se réfère à un radiateur électrique que la grand-mère de Lightbody lui permettait parfois de mettre à pleine puissance, sur la troisième barre, quand il faisait particulièrement froid.
You're All I Have parle d'une relation de dépendance nuisible et enrichissante à la fois, « quelque chose qui vous terrifie mais dont vous ne pouvez pas détourner les yeux » selon Lightbody. Lightbody écrit Chasing Cars dans le jardin de Jacknife Lee après s'être saoulé au vin blanc. C'est selon lui « la plus pure chanson d'amour » qu'il a écrite. Le titre provient d'une phrase que lui avait dite son père alors qu'il était tombé amoureux d'une fille : « Tu es comme un chien poursuivant une voiture. Tu ne l'attraperas jamais et tu ne saurais pas quoi en faire même si tu y arrivais ».

## Titre et pochette
Le titre de l'album est tiré des paroles du single Hands Open : « Hands open and my eyes open, I just keep hoping, that your heart opens ». Pour Tom Simpson, sa signification est de voir le monde avec une parfaite clarté mais il ajoute que chaque membre du groupe a sa propre opinion sur le sujet. Hands Open fait également référence à Sufjan Stevens et à sa chanson Chicago. La pochette de l'album, créée par Mat Maitland, est une image stylisée d'une femme et d'un homme en train de s'étreindre.

## Eyes Open Tour

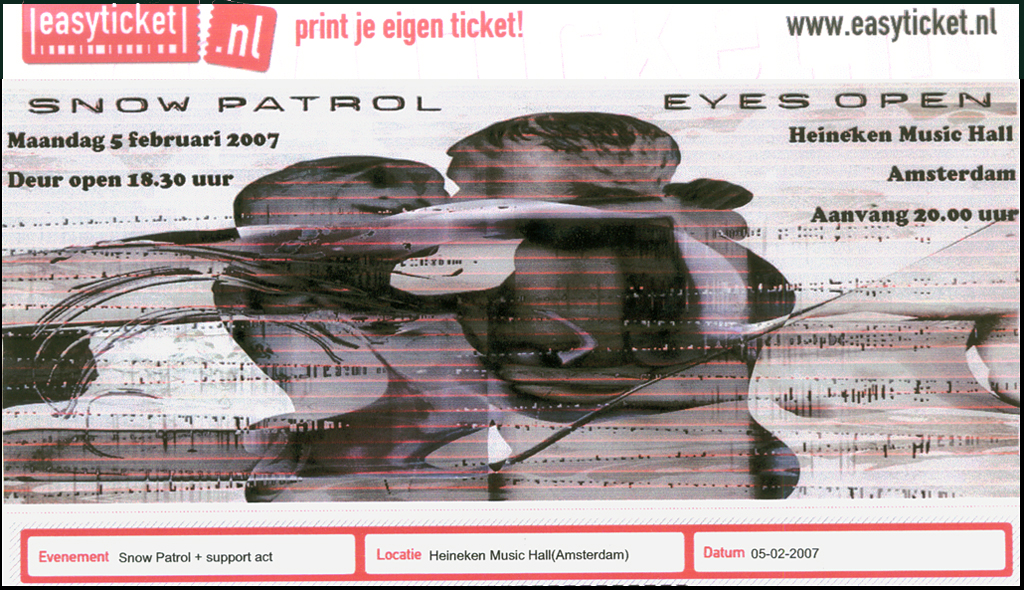
Billet du concert de Snow Patrol à Amsterdam le 5 février 2007.

Le 14 février 2006, Snow Patrol commence à Belfast une tournée de promotion de l'album sous le nom Eyes Open Tour. Pendant un an et demi, le groupe joue 177 concerts (dont 31 dans le cadre de festivals) en Europe, en Amérique du Nord, en Océanie et au Japon. La tournée se termine le 22 septembre 2007 à Perth. En mai et juin 2006, une grande partie de la tournée en Amérique du Nord est annulée et reprogrammée en septembre, le chanteur Gary Lightbody souffrant d'une laryngite. En octobre 2006, les six derniers spectacles de la deuxième tournée européenne du groupe (dont quatre en France) doivent être annulés en raison d'une blessure à l'épaule du bassiste Paul Wilson.
La malchance poursuit le groupe début 2007 quand le batteur Jonny Quinn se casse le bras en faisant du snowboard juste avant la troisième tournée européenne. Pour ne pas annuler de nouveaux concerts, le groupe fait appel à Graham Hopkins pour le remplacer pendant tout le mois de février. Lors de la nouvelle tournée en Amérique du Nord qui suit, le guitariste Nathan Connolly se blesse au pied et doit jouer assis pour toute la fin de la tournée.

## Accueil

### Succès commercial
Eyes Open s'est classé à la première place des charts au Royaume-Uni, en Australie, en Irlande et en Nouvelle-Zélande. Il a été l'album le plus vendu en 2006 au Royaume-Uni, étant désormais certifié huit fois disque de platine, soit plus de 2 400 000 albums vendus, dans ce pays. Il est aussi notamment certifié triple disque d'or en Allemagne, quatre fois disque de platine en Australie, disque de platine au Canada , disque de platine aux États-Unis et sept fois disque de platine en Irlande.

### Classements et certifications
| Classement musical                         | Meilleure position |
| ------------------------------------------ | ------------------ |
| Allemagne (Media Control Charts)           | 17                 |
| Australie (ARIA)                           | 1                  |
| Autriche (Ö3 Austria Top 40)               | 3                  |
| Belgique (Flandre Ultratop)                | 9                  |
| Belgique (Wallonie Ultratop)               | 64                 |
| Espagne (Promusicae)                       | 47                 |
| États-Unis (Billboard 200)                 | 27                 |
| France (SNEP)                              | 67                 |
| Irlande (Irish Recorded Music Association) | 1                  |
| Norvège (VG-lista)                         | 39                 |
| Nouvelle-Zélande (RIANZ)                   | 1                  |
| Pays-Bas (Mega Album Top 100)              | 6                  |
| Royaume-Uni (UK Albums Chart)              | 1                  |
| Suède (Sverigetopplistan)                  | 16                 |
| Suisse (Schweizer Hitparade)               | 15                 |

| Pays             | Ventes      | Certifications |
| ---------------- | ----------- | -------------- |
| Allemagne        | 300 000 +   | 3 × Or         |
| Argentine        | 20 000 +    | Or             |
| Australie        | 280 000 +   | 4 × Platine    |
| Autriche         | 20 000 +    | Platine        |
| Belgique         | 30 000 +    | Platine        |
| Canada           | 100 000 +   | Platine        |
| Danemark         | 15 000 +    | Or             |
| États-Unis       | 1 000 000 + | Platine        |
| Irlande          | 105 000 +   | 7 × Platine    |
| Nouvelle-Zélande | 45 000 +    | 3 × Platine    |
| Pays-Bas         | 70 000 +    | Platine        |
| Royaume-Uni      | 2 400 000 + | 8 × Platine    |
| Suisse           | 15 000 +    | Or             |

### Accueil critique
L'album a recueilli dans l'ensemble de bonnes critiques musicales, obtenant un score de 67⁄100, sur la base de 25 critiques collectées, sur Metacritic.
Parmi les critiques positives, MacKenzie Wilson, d'AllMusic, écrit que Lightbody « a une nouvelle fois écrit des chansons introspectives qui viennent du cœur sans être trop cruches ou trop joyeuses » et que Snow Patrol est « le genre de groupe qui rend belle la simplicité et qui transforme en art les défauts de l'être humain ». Pour le site Sputnikmusic, c'est « un album presque parfait » qui est conceptuel dans le sens où « chaque chanson a pour thème l'amour ou sa perte », les chansons devenant de plus en plus tristes à mesure que l'album avance. Edna Gundersen, de USA Today évoque un album « intime et doux-amer » et « grandiose sans être jamais ampoulé ». Le webzine albumrock met en avant « la diversité des compositions, plutôt bien réparties, qui en fait un album agréable à écouter de bout en bout » pour « un album simpliste, mais loin d'être désagréable » et « quelques petites merveilles » telles que Make This Go on Forever, Chasing Cars et Set the Fire to the Third Bar. Josh Modell, de The A.V. Club, estime que « l'album plonge tête la première dans les eaux du grand public en espérant que la force de ses intentions sera visible sous sa brillante grandiloquence », l'objectif étant accompli mais non sans quelques petits accrocs. Et pour Betty Clarke, du Guardian, « Snow Patrol est prêt à éclipser Coldplay en tant que plus grand créateur d'hymnes pop ».
Parmi les critiques mitigées, Eddie Smack, du New Musical Express, estime que c'est un « bon album » qui a « du brio mais peu de variété ». Christian Hoard, de Rolling Stone, affirme que plus de « chansons plus percutantes » comme Hands Open et It's Beginning to Get to Me, « auraient pu élever l'album au-dessus d'une simple beauté ». Dom Gourley, de Drowned in Sound, évoque un album « fiable » mais sans surprise et comprenant trop de ballades. Et pour Marc Hogan, de Pitchfork, il manque à l'album « la vivacité » de Final Straw mais il est empli « d'étincelles et d'explosions » et Lightbody conserve toute son « acuité émotionnelle ».
Du côté des critiques négatives, John Bergstrom, de PopMatters, estime qu'il est « facile à écouter, mélodique et bien écrit » mais trop calculé pour plaire au plus grand nombre et « sans identité ».

### Distinctions
En 2007, le groupe remporte les Meteor Music Awards dans les catégories du meilleur groupe irlandais et du meilleur album irlandais. Il est nommé aux Brit Awards dans les catégories du meilleur groupe britannique, du meilleur album britannique et du meilleur single britannique (pour Chasing Cars). Chasing Cars est nommée aux Grammy Awards dans la catégorie de la meilleure chanson rock.

## Liste des chansons
| No  | Titre                                                  | Durée |
| --- | ------------------------------------------------------ | ----- |
| 1.  | You're All I Have                                      | 4:33  |
| 2.  | Hands Open                                             | 3:17  |
| 3.  | Chasing Cars                                           | 4:27  |
| 4.  | Shut Your Eyes                                         | 3:17  |
| 5.  | It's Beginning to Get to Me                            | 4:35  |
| 6.  | You Could Be Happy                                     | 3:02  |
| 7.  | Make This Go on Forever                                | 5:47  |
| 8.  | Set the Fire to the Third Bar (avec Martha Wainwright) | 3:23  |
| 9.  | Headlights on Dark Roads                               | 3:30  |
| 10. | Open Your Eyes                                         | 5:41  |
| 11. | The Finish Line                                        | 3:28  |

## Bandes originales
Chasing Cars peut être entendue dans Grey's Anatomy (Saison 2, épisode 27 et Saison 7, épisode 18), Cold Case (Saison 4, épisode 24), Alerte Cobra (Saison 24, épisode 4, Saison 30, épisode 3), et Les Frères Scott (Saison 3, épisode 22). Elle fait partie de la bande originale du film Le Mytho (2011). Open Your Eyes peut être entendue dans Urgences (Saison 12, épisode 22), Grey's Anatomy (Saison 3, épisode 2) et Les 4400 (Saison 3, épisode 9). You're All I Have fait partie de la bande originale des films Lettre ouverte à Jane Austen (2007) et The Invisible (2007). Shut Your Eyes fait partie de la bande originale du film La Dernière Chanson (2010). You Could Be Happy peut être entendue dans Smallville (Saison 6, épisode 16). Make This Go on Forever peut être entendue dans Grey's Anatomy (Saison 3, épisode 15). The Finish Line fait partie de la bande originale du film The Nines (2007).

## Crédits
| Snow Patrol - Gary Lightbody - chant, guitare - Nathan Connolly - guitare, chœurs - Paul Wilson - basse, chœurs - Jonny Quinn - batterie, percussions - Tom Simpson - synthétiseur Musiciens additionnels - Martha Wainwright - chant sur Set the Fire to the Third Bar - James Banbury, Adrian Bradbury, Caroline Dale, Caroline Dearney, Zoe Martlew - violoncelle - Leon Bosch, Ben Russell - contrebasse - Mia Cooper, Louisa Fuller, Richard George, Ursula Gough, Janice Graham, Rebecca Hirsch, Karin Leishman, Beatrix Lovejoy, Pauline Lowbury, Maya Magub, Richard Milone, Steve Morris, Everton Nelson, Charles Sewart, Paul Willey, Lucy Williams, Warren Zielinski - violon - Timothy Grant, William Hawkes, Maxine Moore, Matthew Souter, Anya Ulman - alto | - Jacknife Lee - producteur, mixage - Tom McFall - ingénieur du son - Cenzo Townshend - mixage - John Davies - matriçage - Dan Tobin Smith - photographie - Richard Andrews, Mat Maitland - directeur artistique et design |